# Dinotiscus aponius
Dinotiscus aponius är en stekelart som först beskrevs av Walker 1848.  Dinotiscus aponius ingår i släktet Dinotiscus och familjen puppglanssteklar. Arten är reproducerande i Sverige. Inga underarter finns listade i Catalogue of Life.